# برینگتون، دون
برینگتون (به انگلیسی: Burrington) یک روستا و محله مدنی در بریتانیا است که در North Devon واقع شده‌است. برینگتون ۵۳۸ نفر جمعیت دارد.